# Столетов, Егор
Егор Столетов (1706 — 1736) — русский поэт XVIII века, автор популярного сонета «Коль пойду в сады али в винограды».

## Биография
Егор Столетов состоял при канцелярии Вилима Монса для особых поручений, между прочим писал для него любовные письма и стихи. Столетов вместе с Иваном Балакиревым был замешан в деле Монса. 16 ноября на Троицкой площади Монсу отрубили голову. Столетов чудом избежал смерти, был бит кнутом и сослан в крепость Рогервик на десять лет. После смерти Петра I назначен Екатериной I в штат цесаревны Елизаветы Петровны. С избранием на престол Анны Иоанновны перешел от Елизаветы к В. В. Долгорукову, вместе с которым сослан в начале 1732 г. на вечные работы в Нерчинск.
В 1735 году пропустил заутреню в день тезоименитства Анны Иоанновны, о чем было донесено начальнику Нерчинских заводов, будущему историку В. Н. Татищеву. Татищев отдал приказ о строительстве за городом двух специальных изб и сарая «для розыска» и начал «следствие с пристрастием» — дыбой и всеми другими видами пыток. Следствие велось с такой жестокостью, что Столетов выдал много того, о чем сумел в свое время промолчать в Тайной канцелярии.
Казнён в Санкт-Петербурге в июле 1736 года.

## В художественной литературе
- главный герой повести Юлии Старцевой «Коль пойду в сады али в винограды».[4]
- один из героев романа Дениса Гербера «Временщик».
- один из персонажей романа Валентина Пикуля «Слово и дело».